# المقصاصة (ذي السفال)

تعديل مصدري - تعديل

المقصاصة محلة تابعة لقرية الدلو، التابعة لعزلة العداني بمديرية ذي السفال إحدى مديريات محافظة إب في الجمهورية اليمنية، بلغ تعداد سكانها 136 حسب تعداد اليمن لعام 2004.